# Ave María (canción)
Ave María es una canción interpretada por el artista español David Bisbal y que se publicó en 2002, su primer álbum Corazón latino.

## Historia
Grabada entre marzo y abril de 2002 en la ciudad estadounidense de Miami. Se publicó el 13 de mayo de ese mismo año y es el primer sencillo del cantante.
La canción llegó a ser número 1 en la lista de la cadena de radio fórmula española Los 40 Principales, la más conocida del país. la semana del 29 de junio de 2002.
En 2019 fue versionada sucesivamente por Marta Sango y por Agoney Hernández, en el programa de La 1 de TVE La mejor canción jamás cantada. En ese programa fue elegida por votación popular como la mejor canción española de la década de 2000.

## Descripción
Tema de pop comercial, con ritmo rápido y bailable, con una cadencia rápida muy ajustada al estilo que caracterizaba al intérprete en los inicios de su trayectoria profesional.

## Videoclip
El videoclip de la canción  el primero de David Bisbal, estrenado el 13 de junio de 2002, se rodó en la Playa de Mónsul, en el Cabo de Gata (Almería).